# Lissonotus bisignatus
Lissonotus bisignatus es una especie de escarabajo longicornio del género Lissonotus, superfamilia Chrysomeloidea. Fue descrita científicamente por Dupont en 1836.
Se distribuye por Brasil y Guayana Francesa. Mide 15,8 milímetros de longitud. El período de vuelo ocurre en los meses de marzo, julio, agosto, septiembre y noviembre.